# Dr. Robert Chase
Dr. Robert Chase is een personage uit de serie House MD, gespeeld door Jesse Spencer. Chase is een IC-arts die werkt op de afdeling 'Diagnostic Medicine' van Dr. Gregory House in het Princeton Plainsboro Teaching Hospital.

## Biografie
Chase maakt samen met Dr. Eric Foreman en Dr. Allison Cameron in de eerste drie seizoenen van de serie deel uit van het team van Gregory House. Zij onderzoeken patiënten waar andere afdelingen geen raad mee weten en proberen op tijd de juiste diagnose te stellen.
Chase is Australisch en in de vijfde aflevering van het eerste seizoen ('Damned if you do') komt men erachter dat hij vroeger op een seminarie zat. In aflevering dertien van seizoen 1 ('Cursed') krijgen we de vader van Chase (Dr. Rowan Chase) te zien wanneer hij het team van House helpt bij een zaak. Aan het eind van deze aflevering komt House erachter dat Rowan in het vierde stadium van longkanker zit en nog drie maanden te leven heeft. Rowan vraagt echter of House dit niet tegen Robert wil zeggen. Ook wordt in deze aflevering bekend dat Rowan Robert en zijn moeder verliet toen Robert vijftien was, en dat de moeder van Robert alcoholiste was en zichzelf dooddronk. Robert verwijt zijn vader dat hij hen in de steek liet. In de achtste aflevering van seizoen 2 ('The Mistake') (waarin een jonge vrouw sterft na buikpijn) komen we erachter dat Rowan (onverwacht voor Chase) is overleden. Hij raakt hierdoor in de war en mede door zijn toedoen sterft deze vrouw, waarna hij voor de tuchtraad moet verschijnen.
Aan het einde van seizoen 3 wordt hij ontslagen door House, vlak nadat Foreman is opgestapt. Na het ontslag van Chase stapt ook Cameron op bij House. Daarna zien we Chase nog maar sporadisch, hij gaat als chirurg werken en zodoende is hij alleen in beeld bij een operatie. In het derde seizoen krijgt Chase ook een (seks)relatie met zijn collega Dr. Allison Cameron. In deel 4 en 5 wordt dit een serieuze relatie en in aflevering 21 van seizoen 5 ('Saviors') vraagt hij haar (op haar verzoek) ten huwelijk.
Door Chase's ingrijpen in aflevering 4 van seizoen 6 ('The Tyrant') komt hun huwelijk onder grote spanning te staan, waardoor het uiteindelijk uitdraait op een scheiding.
Chase is allergisch voor aardbeien. Tijdens zijn vrijgezellenfeest in seizoen 5 krijgt hij hierdoor een anafylactische shock.

## Persoonlijkheid
Als in het eerste seizoen Edward Vogler de voorzitter van de raad van bestuur wordt, fungeert Chase als verklikker, waaruit men kan opmaken dat hij bang was voor zijn baantje en opkeek tegen Vogler. Als Vogler later House dwingt om een werknemer van hem te ontslaan, kiest House Chase, maar Vogler weigert. Later wordt Vogler afgezet als voorzitter en laat House het voorval rusten.
Chase is van de 3 werknemers in de eerste 3 seizoenen degene die het het vaakst met House eens is en moet lachen om zijn grappen. House neemt Chase echter het vaakst in de maling. Tevens insinueert House ook vaak dat Chase door zijn vader, die ook dokter is, min of meer gedwongen was medicijnen te gaan studeren, wat erg aannemelijk lijkt.
Chase is een uitstekend arts; in de eerste drie seizoenen lijkt hij enigszins in de schaduw te staan van Foreman en Cameron, maar hij is de enige die ooit House voor een foute diagnose weet te behoeden (seizoen 3, 'Finding Judas'). Vanaf het begin al doet hij de meeste invasieve ingrepen, en nadat hij in seizoen 4 terugkeert als chirurg blijkt hij ook deze discipline te beheersen; in seizoen 8 blijkt hij een track record te hebben opgebouwd als de beste chirurg van het ziekenhuis ('Post Mortem'). Met name in het laatste seizoen is hij ook degene die in zijn eentje een aantal gevallen, met waar Houseiaans intuïtief inzicht, tot een oplossing brengt. Het zal daarom niemand verbazen wanneer, in de laatste aflevering van seizoen 8, blijkt dat Chase, na de verdwijning van House, de leiding van afdeling Medische diagnostiek heeft overgenomen.